# 艾斯基沙希體育會
艾斯基沙希體育會（土耳其語：Eskişehirspor）是一支土耳其職業足球會，位於埃斯基谢希尔。球會成立於1965年，土超聯賽成立時，球會已是常客。在土超打滾16年才首次降班，直至12年後他們贏得土甲升班附加賽冠軍得以升班，在2008年5月正式重返土超至今。